# Silly Olympics
Silly Olympics (zu deutsch etwa: „Absurde olympische Disziplinen“)  ist ein Sketch der britischen Komikergruppe Monty Python. Er wurde erstmals 1972 im Rahmen des vom Westdeutschen Rundfunk eigens für das deutsche Fernsehen produzierten Zweiteilers Monty Pythons fliegender Zirkus ausgestrahlt.

## Handlung
Der Sketch besteht aus einer schnellen Aneinanderreihung von Mitschnitten verschiedener vermeintlich olympischer Disziplinen im Stile einer gewöhnlichen Fernsehsportberichterstattung. Dabei scheinen alle gezeigten „Sportarten“ auf den ersten Blick gängige zu sein, stellen sich aber auf den zweiten Blick als erdacht und möglichst abwegig gestaltet heraus.
So zeigt der erste Ausschnitt scheinbar Kurzstreckenläufer in Vorbereitung auf einen anstehenden Lauf, der dann vom Off-Kommentator aber als „100-Yards-Lauf für Menschen ohne Orientierungssinn“ angekündigt wird. Statt einfach der vor ihnen liegenden Bahn zu folgen, verschwinden die Athleten dann beim Startschuss tatsächlich alle in unterschiedliche Richtungen. Daraufhin erfolgt direkt die Weiterschaltung zur nächsten Disziplin, dem „1500-Meter-Lauf für Taube“, dessen Teilnehmer auf den Startschuss hin allesamt in ihren Startpositionen verharren. Weitere Beiträge zeigen unter anderem die „200-Meter-Freistilschwimmen für Nichtschwimmer“, deren Teilnehmer nach dem Startsprung ins Wasser nicht mehr auftauchen, und ein „3000-Meter-Hindernislauf für Menschen, die sich für Hühner halten“.
Den größten Teil nimmt die Berichterstattung über den „Marathon für Inkontinente“ ein, während der verschiedene Läufer begleitet werden, die alle paar Meter von der Strecke abweichen und im angrenzenden Wald verschwinden, um sich zu erleichtern. Der am Ende des Sketches gezeigte „Hammerwurf nach Amerika“ dient dann als Überleitung zum nächsten Sketch – der geworfene Hammer landet tatsächlich in einer Westernstadt, in der dieser Sketch angesiedelt ist.

## Ausstrahlung
Silly Olympics wurde erstmals 1972 im Rahmen des vom WDR eigens für das deutsche Fernsehen produzierten Zweiteilers Monty Pythons fliegender Zirkus ausgestrahlt, war in der Folge aber auch Teil anderer Monty-Python-Produktionen; so war der Sketch etwa 1982 auch während der Bühnenshow Monty Python Live at the Hollywood Bowl in Los Angeles als Einspieler zu sehen.